# Brignac (Hérault)
Brignac (okzitanisch: Brinhac) ist ein Ort und eine südfranzösische Gemeinde mit 971 Einwohnern (Stand: 1. Januar 2022) im Département Hérault in der Region Okzitanien (zuvor Languedoc-Roussillon). Die Gemeinde gehört zum Arrondissement Lodève und zum Kanton Clermont-l’Hérault. Die Einwohner werden Brignacais genannt.

## Lage
Brignac liegt etwa 34 Kilometer westnordwestlich von Montpellier am Fluss Lergue, der die Gemeinde im Osten begrenzt. Umgeben wird Brignac von den Nachbargemeinden Ceyras im Norden, Saint-André-de-Sangonis im Osten und Nordosten, Canet im Süden und Südosten sowie Clermont-l’Hérault im Süden und Westen.

## Geschichte
Über die Ursprünge des Dorfes ist außer einer Erwähnung im Kartular von Gellone im Jahr 1119 wenig bekannt. Die Lage des Ortes auf einer Terrasse mit Blick auf die Lergue lässt auf die Existenz eines kleinen befestigten Platzes schließen. Zu diesem zentralen Kern, in dem sich die Kirche befindet, kam spät (vom 17. bis 19. Jahrhundert) ein Vorort entlang der Straße nach Clermont hinzu.

## Bevölkerungsentwicklung

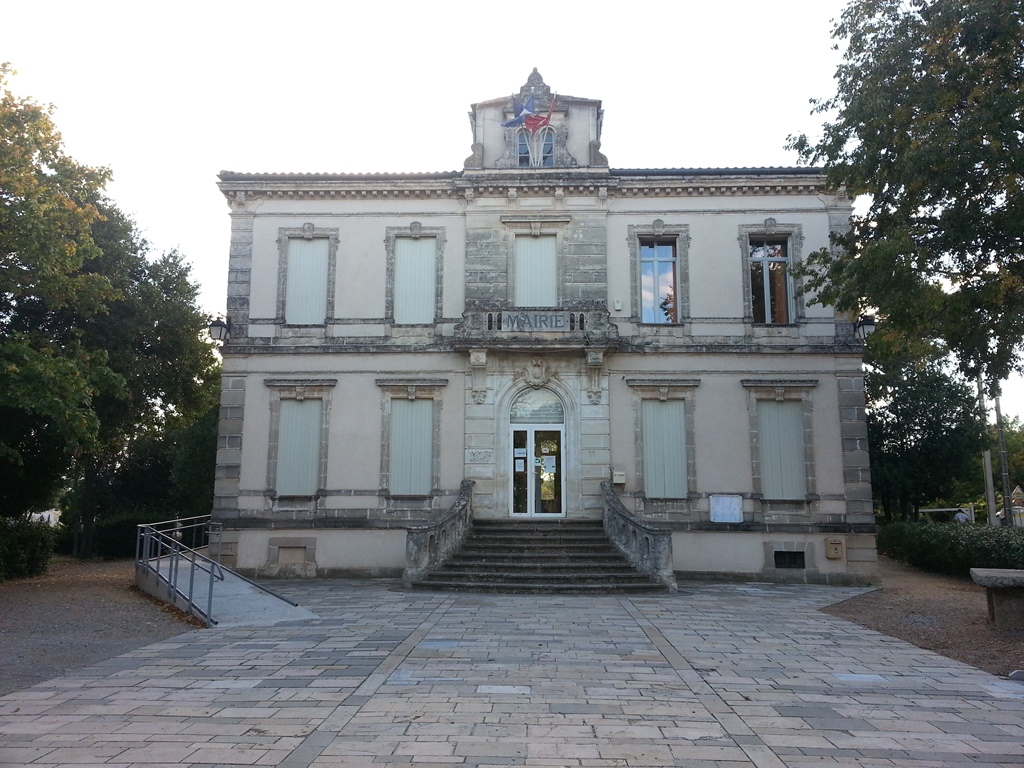
Mairie Brignac

| Jahr                       | 1962 | 1968 | 1975 | 1982 | 1990 | 1999 | 2006 | 2017 |
| Einwohner                  | 237  | 232  | 198  | 239  | 317  | 345  | 516  | 888  |
| Quellen: Cassini und INSEE |      |      |      |      |      |      |      |      |

## Sehenswürdigkeiten
- Pfarrkirche St-Pierre, errichtet 1846/50 nach Plänen des Architekten F. Combes an der Stelle eines Vorgängerbaus vom Ende des 17. Jahrhunderts